# Lysandra striata
Lysandra striata är en fjärilsart som beskrevs av Tutt 1896. Lysandra striata ingår i släktet Lysandra och familjen juvelvingar. Inga underarter finns listade i Catalogue of Life.